# 陳文謨
陳文謨（1528年—？），字顯卿，浙江寧波府慈谿縣人，民籍，明朝政治人物。

## 生平
嘉靖二十五年（1555年）丙午科浙江鄉試第十七名舉人。嘉靖四十一年（1562年）中式壬戌科會試第一百九十一名，三甲第一百三十名進士。授溧水縣知縣。

## 家族
曾祖陳坊，縣丞；祖父陳鈺，驛丞；父陳桂，母沈氏。永感下。兄陳文譽（知府）、陳鯨（尚寶司卿）、陳文言、陳茂義（參政）、陳文誼。弟文嶽、陳茂禮（按察司副使）。